# Guillermo Mauricio II de Isenburg-Philippseich
Guillermo Mauricio II de Isenburg-Philippseich (en alemán: Wilhelm Moritz II von Isenburg-Philippseich; 23 de julio de 1688-7 de marzo de 1772) fue un teniente general del Electorado del Palatinado y el primer gobernante del condado de Isenburg-Philippseich.

## Vida
Guillermo Mauricio II de Isenburg-Philippseich era hijo de Guillermo Mauricio I, conde de Isenburg-Büdingen-Birstein (1657-1711) y su esposa, la condesa Anna Amalie de Isenburg-Büdingen (1653-1700), la hija mayor del conde Juan Ernesto I de Isenburg-Büdingen (1625-1673).

### Carrera militar y gobierno
Guillermo Mauricio se embarcó en la carrera militar y llegó a ser general mayor en el Círculo de Alta Renania. En el ejército imperial ocupó el rango de mariscal de campo, sargento general y, finalmente, llegó a ser teniente general mariscal de campo. Terminó su carrera militar como teniente general en el Palatinado. Como herencia de la línea de Isenburg-Offenbach, recibió los pueblos de Götzenhain, Offenthal, Sprendlingen, Urberach y Münster en el Dreieich. Posteriormente, en 1711, se creó el condado de Isenburg-Philippseich, del que fue el primer gobernante. Más tarde, el 7 de marzo de 1772, a la edad de 87 años, después de un reinado de más de 60 años.

## Matrimonio y descendencia
El 9 de enero de 1712, Guillermo Mauricio II contrajo matrimonio en Birstein con la burguesa Amalia Luisa de Dohna-Lauck (1680-1723), hija del conde Cristóbal Federico de Dohna-Lauck (1652-1734) y de su esposa, la condesa Juana Isabel de Lippe-Detmold (1653-1690). De su matrimonio surgieron los siguientes descendientes:
- Condesa Johanna Elisabeth Amalie (1720-1780), que se casó con el conde George Charles Augustus Louis I de Leiningen-Westerburg-Neuleiningen (1717-1787)
- La condesa Friederica Christiana Sofía (1721-1772) que se casó con el conde Luis Fernando de Sayn-Wittgenstein-Berleburg (1712-1773)

Tras la muerte de Amalie, Guillermo Mauricio se casó el 2 de abril de 1725 en Gedern con la condesa Felipa Luisa de Stolberg-Gedern (1705-1744), hija del conde Luis Cristián de Stolberg-Gedern (1652-1710) y su esposa, la duquesa Cristina de Mecklemburgo-Güstrow (1663-1749). De este matrimonio tuvieron los siguientes hijos:
- Condesa Christiane Guillermina (1726-1765)
- Conde Luis Mauricio (1727-1750)
- Conde Juan Adolph (1728-1757)
- Condesa Luise (1731-1813), casada con Blasius Columban, barón von Bender
- El conde Cristian Carlos (1732-1779), que se convirtió en el siguiente conde gobernante; se casó en primera instancia con la condesa Constanze de Sayn-Wittgenstein-Berleburg (1733-1776) y tuvo descendencia; se casó en segunda instancia con su cuñada, la condesa Ernestine Eleonore de Sayn-Wittgenstein-Berleburg (1731-1791) y no tuvo descendencia de su segundo matrimonio
- Conde Gustavo Ernesto (1733-1749)
- Condesa Cristina Leonor (1737-1752)
- Condesa Christiane Ferdinande (1740-1822)
- Conde Jorge Augusto de Isenburg-Philippseich (1741-1822); casado morganáticamente con Teresa Burkart (1755-1817); tuvo descendencia
- La filipina Sofía Ernestina (1744-1819) [6]